# Kehrer Verlag
Der Kehrer Verlag ist ein Kunstbuchverlag, der auf Fotografie, Bildende Kunst und Klangkunst spezialisiert ist. Die Publikationen des Verlages entstehen im Verbund mit Kehrer Design, dem angeschlossenen Büro für Gestaltung und Bildbearbeitung.

## Geschichte
Gegründet wurde der Verlag im Jahr 1995 von Klaus Kehrer. Der Hauptsitz des Verlages ist in Heidelberg. Von 2010 bis 2013 war der Verlag in einem Showroom in Berlin-Prenzlauer Berg präsent. Dort wurden regelmäßig Buchpräsentationen und Artist Talks organisiert.
Im Jahr 2014 eröffnete die Kehrer Galerie in der Potsdamerstr. 100 in Berlin. In wechselnden Ausstellungen wurden hier deutsche und internationale Fotografen vorgestellt. Seit Mai 2019 sind die Räumlichkeiten der Galerie – nun in Verantwortung von Erik Spiekermann und unter dem Namen analog – zu einem „Showroom für das besondere Buch“ geworden, in dem u. a. Neuerscheinungen sowie Backlisttitel des Kehrer Verlages präsentiert und zu erwerben sind. Bis auf Weiteres existiert die Kehrer Galerie als Pop-Up Galerie weiter.
Der Verlag ist Mitglied im Börsenverein des Deutschen Buchhandels. Von 2011 bis 2016 war der Verlag deutscher Partner des European Publisher Award for Photography (EPAP), eine Initiative europäischer Verlagshäuser zur Förderung zeitgenössischer Fotografie. Das Siegerprojekt wurde jeweils bei den Rencontres d’Arles bekannt gegeben und in fünf Ländern zeitgleich in Buchform publiziert.
Seit 2014 ist der Kehrer Verlag Partner des Nordic Dummy Award (auch genannt NDA). Der Preis ist eine Initiative von Fotogalleriet Oslo und der Norwegian Association of Fine Art Photographers. Der NDA wird periodisch an Nachwuchsfotokünstler verliehen, deren Projekt einen Fokus auf die nordischen Länder aufweist. Von 2014 bis 2017 beteiligte sich der Kehrer Verlag auch als Sponsor und Projektpartner am C/O Berlin Talent Award, einem Förderpreis, der ein Tandem aus jungen Fotografen und Kunstkritikern bis 35 Jahre auszeichnet.
Der Verleger und Mitarbeiter des Verlags sind ferner Jurymitglieder bei Fotografie- und Buchawards.

## Verlagsprogramm
Der Verlag gibt jährlich rund 80 Titel heraus. Er arbeitet eng mit Fotografen, Künstler und Institutionen zusammen und hat sich mit seinem künstlerisch anspruchsvollen Programm auf dem internationalen Kunst- und Fotobuchmarkt einen Namen gemacht. Neben den „klassischen“ Fotobänden haben seit einiger Zeit auch Sammlereditionen einen Platz im Verlagsprogramm gefunden.
Zu den Fotografen und Künstler, deren Werke im Kehrer Verlag erschienen sind, zählen unter anderem Christopher Anderson, Ragnar Axelsson, Elina Brotherus, Paul Cézanne, Robert Delauney, Matthieu Gafsou, Bruce Gilden, Guido Guidi, Oskar Kokoschka, Saul Leiter, Helen Levitt, Sarah Moon, Nicholas Nixon, Anders Petersen, Kenji Toma, Manuel Rivera-Ortiz, Julius Shulman, Fiona Tan, Donald Wexler, Tariq Zaidi und viele mehr.
Wichtige Institutionen, mit denen der Verlag kooperiert, sind u. a. das Museum Tinguely in Basel, die Deichtorhallen in Hamburg, das Städel Museum in Frankfurt, die Versicherungskammer Kulturstiftung in München und die Albertina sowie das Kunstforum Wien.

## Awards
Zahlreiche Kehrer-Publikationen wurden bei nationalen und internationalen Buchpreisen, darunter der Deutsche Fotobuchpreis, Die schönsten deutschen Bücher der Stiftung Buchkunst, der DAM Award, der Paris Photo Aperture Foundation PhotoBook Award, der Rencontres d’Arles Book Award, der Kraszna-Krausz Book Award, der Lucie Awards, PhotoESPAÑA, der Finnish Fotobook Award, der Svenska Fotobokspriset, der FOTOFO Central European House of Photography Award, der Premios de diseno editorial Daniel Gil Award, der PDN Photo Annual, der Red Dot Award, der DDC Award Gute Gestaltung und der Type Directors Club Award, nominiert und ausgezeichnet.